# Dorchester (Boston)
Dorchester – jedna z największych i najbardziej zaludnionych dzielnic Bostonu, Massachusetts, Stany Zjednoczone.
Nazwa wzięta jest z miejscowości Dorchester (Dorset), skąd przybyli Purytanie.

## Demografia
W 2000 w Dorchester mieszkało 92 115 osób, 32% białych, 36% czarnych, 12% z Ameryki Łacińskiej, 11% Azjatów lub mieszkańców wysp na Pacyfiku, <1% rdzennych Amerykanów, 4% innych ras.
Północny Dorchester obejmuje północną część Quincy Street, East Street i Freeport Street. Obszary przemysłowe South Bay Center i Newmarket są głównym źródłem zatrudnienia. Głównym obszarem biznesowym w tej części Dorchester jest Uphams Corner, na skrzyżowaniu Dudley Street i Columbia Road. Obszar Harbor Point (dawniej znany jako Columbia Point) jest także miejscem dla wielu dużych pracodawców, w tym Kampusu University of Massachusetts w Bostonie, Archiwum Massachusetts i Biblioteki Prezydenta Johna F. Kennedy. Południowy obszar Dorchester graniczy od wschodu z Dorchester Bay i od południa z Neponset River.
Południowa część Dorchester jest praktycznie częścią mieszkalną, zdefiniowaną przez parafie i związanymi z nimi rodzinami od pokoleń. Ale to się już zmienia. Inne okolice Dorchester obejmują Savin Hill, Jones Hill, Four Corners, Franklin Field, Franklin Hill, Ashmont, Meeting House Hill, Neponset, Popes Hill i Port Norfolk.
Wschodnie obszary Dorchester (zwłaszcza między Adams Street i Dorchester Bay) są głównie etniczne, Europejczycy i Azjaci, z dużą populacją Amerykanów irlandzkiego pochodzenia i Amerykanów wietnamskiego pochodzenia, natomiast mieszkańcami zachodniej, środkowej i południowej części okolicy są głównie Afro-Amerykanie. W Neponset, południowo-wschodnim narożniku Dorchester jak również na północy w Savin Hill i południu w Cedar Grove, Amerykanie irlandzkiego pochodzenia są najbardziej widoczni. W północnej części Dorchester i południowo-zachodniej części South Boston jest Polski Trójkąt (Andrew Square, Dorchester Ave, Columbia Road i Boston Street), gdzie mieszkają polscy imigranci.

Savin Hill, jak również Fields Corner, mają dużą populację Amerykanów wietnamskiego pochodzenia. Uphams Corner zawiera imigrantów z Wyspy Zielonego Przylądka, największa koncentracja ludności pochodzących z Wyspy Zielonego Przylądka w granicach Bostonu. Zachodnia, środkowa i południowa część Dorchester ma dużą liczbę ludności z Karaibów (zwłaszcza ludzi z Haiti, Jamajka, Barbados i Trynidad i Tobago). Są one najbardziej reprezentowane w Codman Square, Franklin Field i okolicach Ashmont, chociaż jest ich wielu w Four Corners i Fields Corner. Znaczna liczba Afro-Amerykanów mieszka w Harbor Point, Uphams Corner, Fields Corner, Four Corners i Franklin Field.

## Polonia w Dorchester
W Dorchester jest polonijna, etniczna, parafia rzymskokatolicka Matki Boskiej Częstochowskiej (ang. Our Lady of Czestochowa) prowadzona przez Zakon Braci Mniejszych Konwentualnych (Franciszkanów) z Polski, wokół której jest skupiona Polonia amerykańska w Bostonie.